# Evaluering
 Der er for få eller ingen kildehenvisninger i denne artikel, hvilket er et problem. Du kan hjælpe ved at angive troværdige kilder til de påstande, som fremføres i artiklen.

Evaluering (en: evaluation) betyder ”at værdifastsætte”. Definition af evaluering: "En systematisk retrospektiv bedømmelse af ide, gennemførelse, præstationer og udfald af offentlig politik, som tilsigtes at spille en rolle i praktiske handlingssituationer."
Overordnet set kan evaluering deles op i tre kategorier; processevaluering, præstationsevaluering og effektevaluering
- Procesevaluering: Her undersøges processer som foregår for at implementere og forvalte indsatsen.
- Præstationsevaluering: Her vil det typisk være outputtet af indsatsen, der evalueres.
- Effektevaluering: I denne type evaluering beskæftiger man sig med indsatsens effekter.[2]

## Evalueringers anvendelse
- Evaluering som kontrol: Denne type af evaluering har til formål at evaluere et kontrolsigte. Altså en intention om, at man skal kunne vurderer indsatsens værdi. Ulemper ved denne evalueringstype er, at man let kommer til at overvurderer den rolle som kontrolsigtet spiller i evalueringen, fordi man behandler komplekse forhold ud fra forholdsvis simple kriterier, hvorfor der forsat er store fortolkningsmuligheder[2]
- Evaluering som læring: Evalueringen skal i dette tilfælde ikke anvendes til at kontrollere deltagernes indsats, men først og fremmest bibringe deltagerne erfaringer således, at de kan forbedre deres indsats.[2]
- Evaluering som oplysning: Denne type evaluering ligger i forbindelse med evaluering som læring. Forskellen er dog her at erfaringerne her deles med offentligheden og ikke udelukkende anvendes internt.[2]
- Strategiske og taktisk evalueringsanvendelse: Denne type evaluering anvendes for at underbygge sin egen sag, fx at man nedsætter en evaluering for at få en rygdækning for sine egne argumenter. Ydermere kan denne form avendes hvis en offentligmyndighed står overfor en dårlig sag, da de her kan argumenterer for at der skal laves en evaluering for at undersøge problematikken til bunds, og når evaluering så er færdig, har den været så lang tid under vejs at problematikken er blevet glemt. Herved kan den anvendes til at fjerne fokus fra en dårlig sag. Dette kan eksempelvis være tilfældet med kommissioner, der bliver brugt som et politisk strategisk værktøj.[2]
- Symbolsk evalueringsanvendelse: sigtet med denne type evaluering er ikke viden, oplysning eller fordi den skal anvendes strategisk som ovenstående typer. Men derimod sigter evalueringerne imod at signalerer opmærksomhed, handlekraft og ansvarlighed.[2]

## Evalueringens udvikling
Oprindelig bestod evaluering fortrinsvis i vurdering af resultater eller produkter, fx gennem prøver og tests. Som begreb er det kendt fra fransk siden slutningen af 1800 – tallet, men anvendes i sin engelske form i USA efter sputnikchokket i 1957 om bestræbelser på at vurdere uddannelsesresultater bredere end tidligere. I løbet af 1960’erne breder begrebet sig i denne betydning til Vesteuropa. Første gang, evaluering optræder i Danmark i formel betydning er i studieordningen for basisuddannelsen ved RUC, hvor der afholdes intern evaluering. I løbet af 1970’erne blev der i højere grad fokuseret på procesevaluering, en tendens som slog igennem i Danmark i løbet af 1980’erne. Ved indførelsen af den nye Folkeskolelov i 1993 indførtes i § 13 stk. 2 et krav om løbende evaluering af elevernes udbytte. I 2002 udkom ”Klare mål” for en række fag. Disse skulle bl.a. indeholde mål for den løbende evaluering. Efter forskellige ændringer er der i 2009 udgivet nye Fælles Mål, som er bindende nationale mål i form af fagformål, slutmål og trinmål 
I de videregående uddannelser, MVU og LVU er der som et led i udviklingen af Bolognaprocessen krav om evaluering af de studerendes udbytte af undervisningen. Disse krav vil normalt fremgå af den enkelte institutions studieordning. Mange institutioner har formuleret systematiske krav til evalueringens form og indhold. 
I 1970'erne og frem begyndte evalueringernes funktion og fokus at ændre sig. I takt med at den bredt defineret bølge NPM ([New Public Management]) begyndte at brede sig blev der mindre fokus på processen og mere fokus på resultaterne. I modsætning af hvad mange tror så var hele tanken med NPM, at der skulle være mindre bureaukrati, regler samt styring og mere fokus på resultater. Markarbejdere og fagfolk skulle have autonomi til at klare opgaveløsningen bedst og mest effektivt som de var uddannet til. Evalueringer begyndte derfor at afspejle dette, ved at evaluere på baggrund af opstillede mål eller lignende.

## Evaluering af institutioner
I den offentlige sektor foretages der løbende evaluering af institutionernes opfyldelse af de mål, standarder eller love, som hver enkelt institution skal leve op til. Evalueringen kan både indeholde kontrol med opgaveløsningen og fremadrettet rådgivning. Evalueringen af institutioner kan både foretages af en ekstern og en intern aktør. Evalueringer der har karakter af kontrol vil som oftest være eksterne aktører fx når forvaltninger skal sikre sig at institutioner, der hierarkisk er under dem i en given styringskæde, lever op til love, bemyndigelser mv.

## Evaluering af andre sektorer
Såvel i Danmark som i udlandet har evalueringer bredt sig fra den offentlige sektor til det private erhvervsliv. Der iværksættes projekter, som tilsigter at skabe en egentlig evalueringskultur; bl.a. er der iværksat et større projekt inden for byggebranchen, der omfatter en række virksomheder 